# Vyšná Olšava, Stropkov
Vyšná Olšava este o comună slovacă, aflată în districtul Stropkov din regiunea Prešov. Localitatea se află la altitudinea de 204 m deasupra n.m., se întinde pe o suprafață de 13,77 km2 și în 2017 număra 640 de locuitori.

## Istoric
Localitatea Vyšná Olšava este atestată documentar din 1382.

## Demografie
| An:                | 1994 | 2004    | 2014   | 2024   |
| ------------------ | ---- | ------- | ------ | ------ |
| Număr de persoane: | 525  | 599     | 643    | 623    |
| Diferență:         |      | +14,09% | +7,34% | −3,11% |

| An:                | 2023 | 2024   |
| ------------------ | ---- | ------ |
| Număr de persoane: | 629  | 623    |
| Diferență:         |      | −0,95% |